# 卡尔斯鲁厄火车总站
卡尔斯鲁厄火车总站（德語：Karlsruhe Hauptbahnhof）是一座位于德国巴登-符腾堡州卡尔斯鲁厄市中心南部的铁路车站，也是该市除杜尔拉赫车站外的两座长途车站之一。它在德國鐵路車站分級中位居一等车站。

## 历史

### 旧车站
作为铺设从曼海姆至巴塞尔的巴登主线铁路工程的一部分，一座最初由弗里德里希·艾森洛尔所设计的铁路车站便出现在介乎于埃特林格门和门德尔松广场（Mendelssohnplatz）之间的克里格斯大街（Kriegsstraße）上，距离卡尔斯鲁厄市中心的市集广场以南仅500米。该站于1843年4月1日正式开放，并设有2座站台。它从一开始便被设计为通过式车站样式。车站南侧建有一个扇形车库，其东侧则是一个货运站及中央维修车间。
如同所有在巴登大公国境内修建的铁路线一样，卡尔斯鲁厄车站的轨距最初也是1,600毫米的宽轨。它们直至1855年才被转换为准轨轨距。在随后的几年中，来自其它方向的铁路也陆续连接至卡尔斯鲁厄车站：1859年与斯图加特方向相连，1863年通过马克绍铁路接入普法尔茨，1870年莱茵铁路通往曼海姆，1879年的克赖希高铁路和1895年由格拉本-诺伊多夫经拉施塔特前往阿格诺的战略铁路。轨道是直接铺设在地面上，部分铁路线因为靠近市内建筑物而只有较小的曲线半径。
不断增加的铁路运输流量与频繁落闸的平交道口破坏了城市的发展，并使得车站自身的扩建变得十分困难。经过几年的讨论，当中包括对提高轨道所处高度进行审议后，巴登国家议会在1902年决定将车站搬迁至距离原址以南1公里的方位上。
在新车站于1913年投入使用后，原有的车站失去了其作为一座铁路车站的功能，并继续作为市集大厅使用直至1960年代。如今，车站原址已建成了巴登国家剧院。剩余的轨道设施有部分在过去几十年中被当作铁路侧线使用，但后来已经完全不再进行铁路运营。货运站和维修车间则继续分别运营直至1990年代中期和1997年。货运站原址现在已被路德维希·艾哈德大道（Ludwig-Erhard-Allee）所取代，维修车间场地目前（截至2010年）则被重建为住宅区。

### 新车站
如今仍在使用的新车站位于距旧址以南约1公里的南城区与编组站之间。建设工程是根据建筑师奥古斯特·斯图尔岑纳克的规划于1910年启动，并在1913年10月22日/23日的夜间投入使用。站房及接入轨道建于原拜尔特海默（Beiertheimer）地区，并占用了城市花园（Stadtgarten，现卡尔斯鲁厄市立动物园）的很大一部分区域和斯特法尼恩巴德背后的花园区域。因此，种植于其中、在当时作为欧洲最古老的美洲黑杨树也不得不被砍伐。

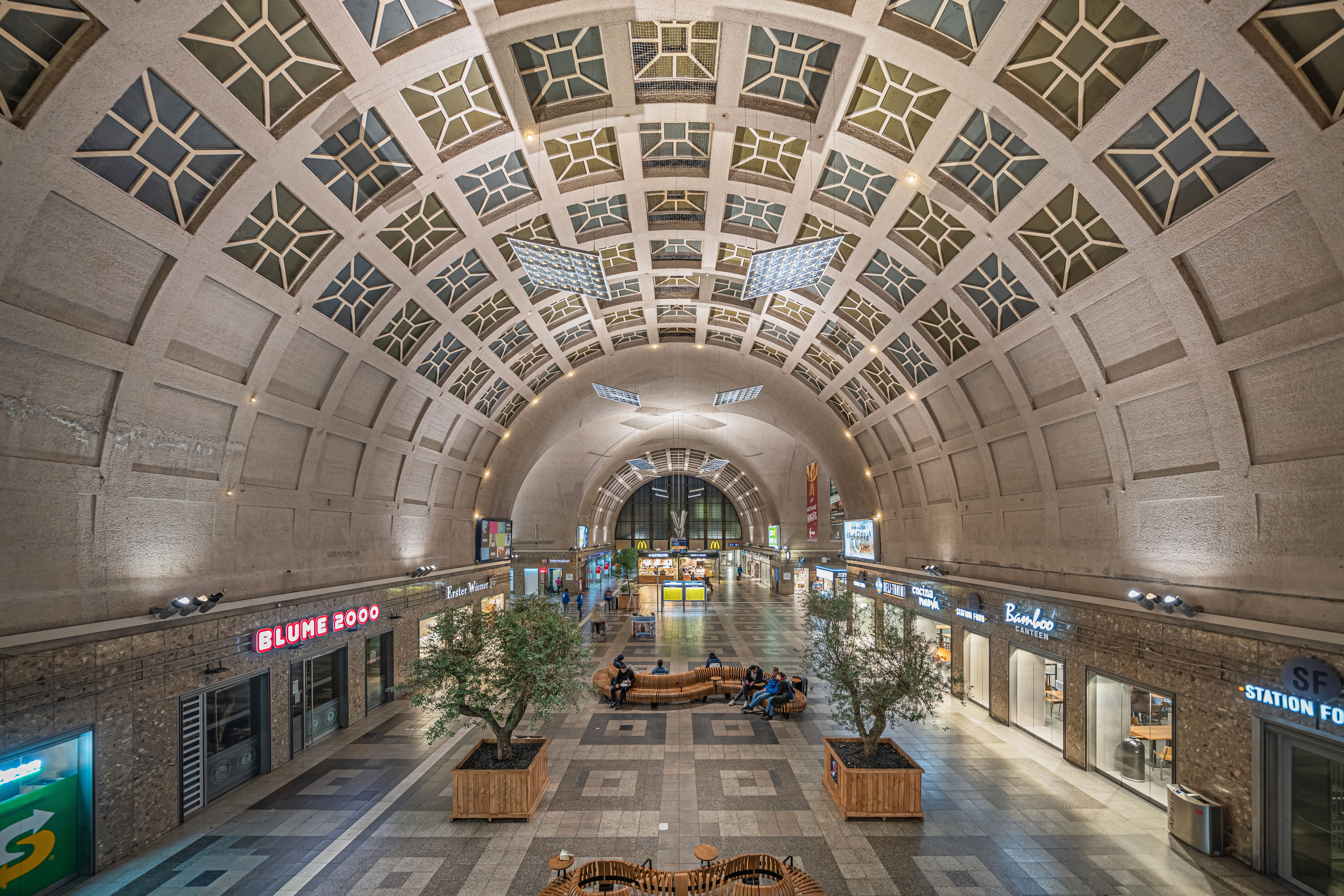
车站接待大厅内部

站台及接入轨道被建在一座堤坝上，它们可通过一条行人隧道相连。接待大楼则位于轨道设施的北侧，这是一座融合了新古典主义和新艺术运动风格的建筑。站房的东侧设有第二条地下通道，它原本是作为抵达旅客的出站口使用，但在此后一段时间主要用作地下停车场，并在几年前成为付费的自行车保管停车场后，现在又重新恢复了行人隧道的用途。一个5幅式的列车棚覆盖了5座岛式站台，其风格与几年前落成的布雷斯劳火车总站类似。其后这里又率先增加了第11条到发线，并在1980年代于列车棚的南侧创建了带有另外3条到发线的2座站台。车站建筑的西侧建有用于马克绍铁路、设有4条尽头线的翼站（被称为“马克绍车站”），其中来自普法尔茨及格拉本-诺伊多夫的铁路线会在此终结。新车站的结构也对接入线路的走向造成了影响。因此，之前设于米尔堡门、拜尔特海姆和吕普尔的车站都被关闭，设于米尔堡和杜尔拉赫的车站也被搬迁，而来自米尔阿克、原本终到于杜尔拉赫的铁路线也延长至新车站终到，使得杜尔拉赫至卡尔斯鲁厄之间形成了现有的四线铁路。另外，新建的卡尔斯鲁厄西站（Bahnhof Karlsruhe-West）也被开放用于客运。
站前广场是由建筑师威廉·维塔利（Wilhelm Vitalli）所设计。其矩形的底层平面是由一个连续性的拱廊所环绕。广场的东侧和西侧末端由两座酒店建筑所组成，北侧限界则是城市花园的入口以及商业楼宇。站前广场在第一次世界大战前的最后几年构成了一个典型的城市建筑体系。车站的东部设有铁路邮局，通往铁路及有轨电车的一条侧线会在此通过。
在新车站投入运营的一周前，一条由埃特林格门至新车站之间运行的有轨电车路线已经设立，这是在旧车站的接入轨道拆除后，连接至卡尔斯鲁厄市中心的一条新通道。而对于阿尔伯河谷铁路，则于1915年在距离现车站以西300米的艾伯特大街（Ebertstraße）旁设立了一座新的终到站，被称为阿尔伯河谷车站。

### 车站发展
在第二次世界大战期间，车站饱受轰炸的袭击，但未被摧毁，因此它可以在战后进行重建。在1950年后，这一时期的特点是车站及站前广场进行持续的现代化翻新。1957年，电气化铁路投入运营。1969年，站前广场开始重建，这里根据时代精神建立了一条行人隧道，并对机动车道和有轨电车道进行了重新配置。1977年，一个由按钮控制的新信号所投入使用。
至1980年代末期，车站获得了原本属于快速貨物運輸車站（Eilgutbahnhof）的3条正线，即12－14股道，以及位于轨道设施下方的地下停车场。这本是为了根据车站南部区域重新规划的要求而进行的其中一项改造措施，但该规划至今仍未落实。随着卡尔斯鲁厄被纳入德国联邦铁路的城际快车网络，车站的两座站台进行了扩建及现代化翻新，并增加了升降机及自动扶梯的设施。
1995年，站前广场又进行了一次新的改造，在此期间，行人隧道被关闭，同时有轨电车站也完成了重建。1996年，在车站南部的铁路设施与阿尔伯河谷车站之间设立了1条新的连接线，由卡尔斯鲁厄通往拉施塔特的城铁S4线或S41线可在此完成从铁路网络至有轨电车网络之间的转换。这也导致车站的2条尽头线，103道及104道已不再需要，并在2000年代中期分别关闭，从而使车站如今仅保留有14条正线（1－14道）和2条尽头线（101道及102道）。
卡尔斯鲁厄火车总站曾在2008年获得了由专业轨道联盟为“人口超过10万的城市”类别所颁发的“年度最佳车站”奖。

## 运营

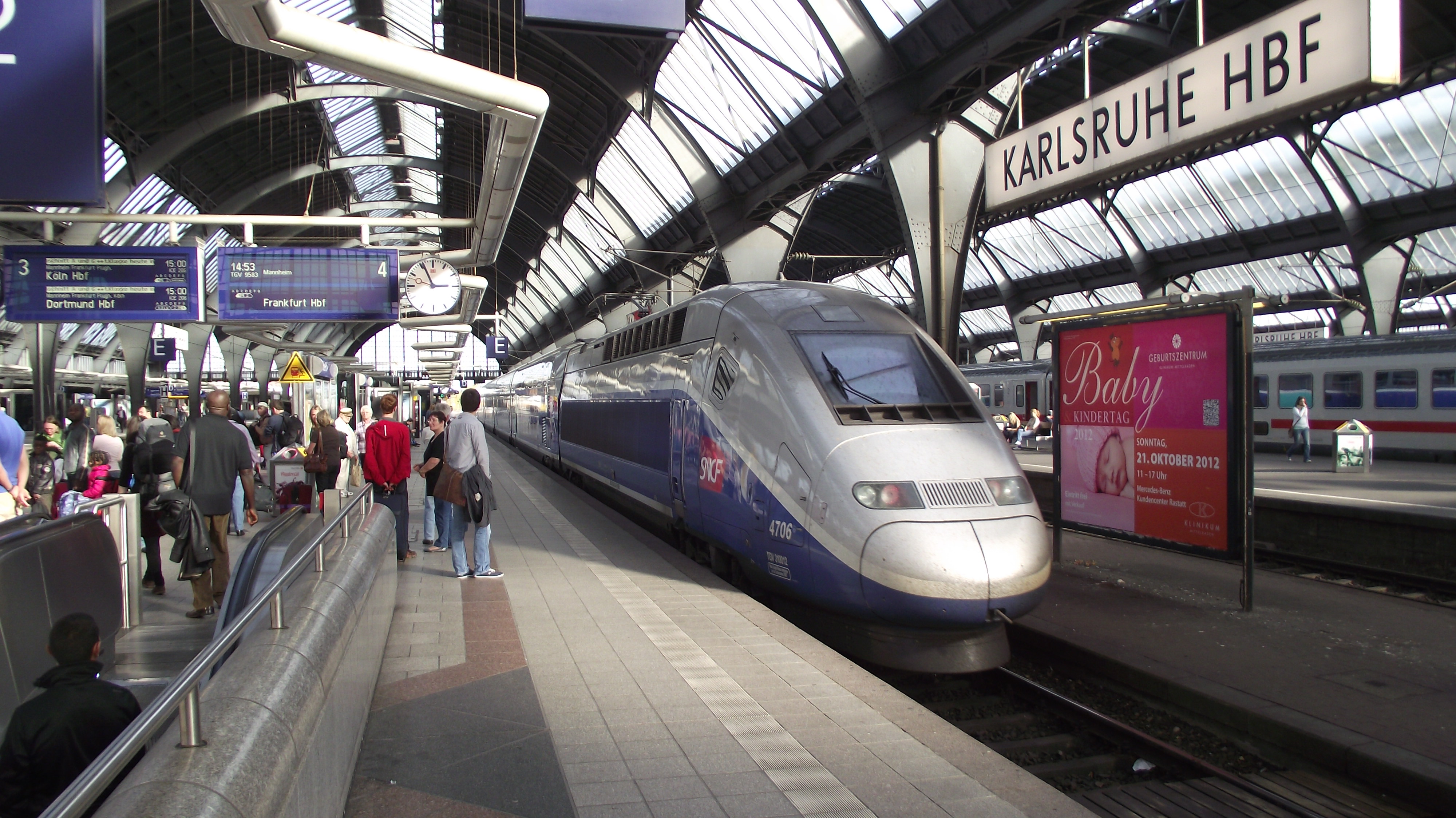
停靠于站内的TGV列车

卡尔斯鲁厄火车总站被德国铁路股份公司划分为长途枢纽车站类别。在长途运输方面，有前往柏林、汉堡、多特蒙德和巴塞尔的城际快车（ICE），前往施特拉尔松德、科隆、纽伦堡、慕尼黑和康斯坦茨的城际列车（IC）以及前往法兰克福、马赛、巴黎和斯图加特的TGV列车在该站停靠。在短途运输方面，则提供有前往诺伊施塔特、美因茨、斯图加特和康斯坦茨的区域快车（RE）服务以及前往卡尔斯鲁厄周边地区的区域列车（RB）及快铁列车（S-Bahn）服务。根据德国铁路的报道，每日共有约60,000人次的旅客在卡尔斯鲁厄总站到发。
车站的轨道设施均采用联控式设计，其中1－4道用于曼海姆－巴塞尔方向的线路，5－8道用于海德堡－拉施塔特方向的线路，9－14道用于普福尔茨海姆－拉施塔特方向的线路以及101道和102道用于卡尔斯鲁厄－诺伊施塔特方向的线路。作为正线，1－14道可以从所有的铁路线中接入，而101道及102道则只能从莱茵河畔沃尔特和杜默斯海姆方向接入。
车站的西侧是一个带有转车台的列车停车场和由德铁区域运输经营的卡尔斯鲁厄车辆段。车站的东侧则是第二个列车停车场。一条联络线可使调车进行从总站至货运站之间的运行操作。
根据德国铁路的资料（截至2011年6月29日），卡尔斯鲁厄火车总站每天共开行有130班长途列车、133班区域列车和121班城铁列车的班次。

### 长途运输
截至2014年，共有以下线路的长途运输服务在卡尔斯鲁厄总站到发，它们主要是经由莱茵铁路运行的ICE列车和IC列车，以及在巴黎和斯图加特之间运行的TGV POS列车。
| 线路     | 走向 | 走向 | 走向 | 走向 | 频率      |
| -------- | --- | --- | --- | --- | --------- |
| ICE 12   | 柏林东 － 柏林 － 沃尔夫斯堡 － 布伦瑞克 － 卡塞尔-威廉山 － 法兰克福 － 曼海姆 － 卡尔斯鲁厄 － 奥芬堡 － 弗赖堡 － 巴塞尔 （－ 苏黎世 － 因特拉肯东）                                                 | 柏林东 － 柏林 － 沃尔夫斯堡 － 布伦瑞克 － 卡塞尔-威廉山 － 法兰克福 － 曼海姆 － 卡尔斯鲁厄 － 奥芬堡 － 弗赖堡 － 巴塞尔 （－ 苏黎世 － 因特拉肯东）                                                 | 柏林东 － 柏林 － 沃尔夫斯堡 － 布伦瑞克 － 卡塞尔-威廉山 － 法兰克福 － 曼海姆 － 卡尔斯鲁厄 － 奥芬堡 － 弗赖堡 － 巴塞尔 （－ 苏黎世 － 因特拉肯东）                                                 | 柏林东 － 柏林 － 沃尔夫斯堡 － 布伦瑞克 － 卡塞尔-威廉山 － 法兰克福 － 曼海姆 － 卡尔斯鲁厄 － 奥芬堡 － 弗赖堡 － 巴塞尔 （－ 苏黎世 － 因特拉肯东）                                                 | 两小时1班 |
| ICE 20   | （基尔 －） 汉堡 － 汉诺威 － 哥廷根－ 卡塞尔-威廉山 － 法兰克福 － 曼海姆 － 卡尔斯鲁厄 － 巴登-巴登 － 弗赖堡 － 巴塞尔 （－ 苏黎世 － 因特拉肯东）                                                   | （基尔 －） 汉堡 － 汉诺威 － 哥廷根－ 卡塞尔-威廉山 － 法兰克福 － 曼海姆 － 卡尔斯鲁厄 － 巴登-巴登 － 弗赖堡 － 巴塞尔 （－ 苏黎世 － 因特拉肯东）                                                   | （基尔 －） 汉堡 － 汉诺威 － 哥廷根－ 卡塞尔-威廉山 － 法兰克福 － 曼海姆 － 卡尔斯鲁厄 － 巴登-巴登 － 弗赖堡 － 巴塞尔 （－ 苏黎世 － 因特拉肯东）                                                   | （基尔 －） 汉堡 － 汉诺威 － 哥廷根－ 卡塞尔-威廉山 － 法兰克福 － 曼海姆 － 卡尔斯鲁厄 － 巴登-巴登 － 弗赖堡 － 巴塞尔 （－ 苏黎世 － 因特拉肯东）                                                   | 两小时1班 |
| ICE 43   | （汉诺威 － 比勒费尔德 －） 多特蒙德 － 哈根 － 伍珀塔尔 － | （汉诺威 － 比勒费尔德 －） 多特蒙德 － 哈根 － 伍珀塔尔 － | 科隆 － 锡格堡/波恩 － 法兰克福机场 － 曼海姆 － 卡尔斯鲁厄 － 奥芬堡 － 弗赖堡 － 巴塞尔 | 科隆 － 锡格堡/波恩 － 法兰克福机场 － 曼海姆 － 卡尔斯鲁厄 － 奥芬堡 － 弗赖堡 － 巴塞尔 | 两小时1班 |
| ICE 43   | 多特蒙德 － 波鸿 － 埃森 － | 杜伊斯堡 － 杜塞尔多夫 － | 科隆 － 锡格堡/波恩 － 法兰克福机场 － 曼海姆 － 卡尔斯鲁厄 － 奥芬堡 － 弗赖堡 － 巴塞尔 | 科隆 － 锡格堡/波恩 － 法兰克福机场 － 曼海姆 － 卡尔斯鲁厄 － 奥芬堡 － 弗赖堡 － 巴塞尔 | 两小时1班 |
| ICE 43   | （阿姆斯特丹 － 奥伯豪森 －） | 杜伊斯堡 － 杜塞尔多夫 － | 科隆 － 锡格堡/波恩 － 法兰克福机场 － 曼海姆 － 卡尔斯鲁厄 － 奥芬堡 － 弗赖堡 － 巴塞尔 | 科隆 － 锡格堡/波恩 － 法兰克福机场 － 曼海姆 － 卡尔斯鲁厄 － 奥芬堡 － 弗赖堡 － 巴塞尔 | 两小时1班 |
| TGV 83   | 巴黎 － 斯特拉斯堡 － 卡尔斯鲁厄 － 斯图加特 （－ 乌尔姆 － 奥格斯堡 － 慕尼黑） | 巴黎 － 斯特拉斯堡 － 卡尔斯鲁厄 － 斯图加特 （－ 乌尔姆 － 奥格斯堡 － 慕尼黑） | 巴黎 － 斯特拉斯堡 － 卡尔斯鲁厄 － 斯图加特 （－ 乌尔姆 － 奥格斯堡 － 慕尼黑） | 巴黎 － 斯特拉斯堡 － 卡尔斯鲁厄 － 斯图加特 （－ 乌尔姆 － 奥格斯堡 － 慕尼黑） | 每日5班   |
| TGV 84   | 法兰克福 － 曼海姆 － 卡尔斯鲁厄 － 巴登-巴登 － 斯特拉斯堡站 － 米卢斯 － 里昂帕丢 － 阿维尼翁 － 普罗旺斯艾克斯 － 马赛圣夏尔                                                                         | 法兰克福 － 曼海姆 － 卡尔斯鲁厄 － 巴登-巴登 － 斯特拉斯堡站 － 米卢斯 － 里昂帕丢 － 阿维尼翁 － 普罗旺斯艾克斯 － 马赛圣夏尔                                                                         | 法兰克福 － 曼海姆 － 卡尔斯鲁厄 － 巴登-巴登 － 斯特拉斯堡站 － 米卢斯 － 里昂帕丢 － 阿维尼翁 － 普罗旺斯艾克斯 － 马赛圣夏尔                                                                         | 法兰克福 － 曼海姆 － 卡尔斯鲁厄 － 巴登-巴登 － 斯特拉斯堡站 － 米卢斯 － 里昂帕丢 － 阿维尼翁 － 普罗旺斯艾克斯 － 马赛圣夏尔                                                                         | 每日1班   |
| IC 26    | （宾茨 －） 施特拉尔松德 － 汉堡 － 汉诺威 － 哥廷根 － 卡塞尔-威廉山 － 法兰克福 － 海德堡 － 卡尔斯鲁厄 （－ 巴登-巴登 － 奥芬堡 － 康斯坦茨）                                                        | （宾茨 －） 施特拉尔松德 － 汉堡 － 汉诺威 － 哥廷根 － 卡塞尔-威廉山 － 法兰克福 － 海德堡 － 卡尔斯鲁厄 （－ 巴登-巴登 － 奥芬堡 － 康斯坦茨）                                                        | （宾茨 －） 施特拉尔松德 － 汉堡 － 汉诺威 － 哥廷根 － 卡塞尔-威廉山 － 法兰克福 － 海德堡 － 卡尔斯鲁厄 （－ 巴登-巴登 － 奥芬堡 － 康斯坦茨）                                                        | （宾茨 －） 施特拉尔松德 － 汉堡 － 汉诺威 － 哥廷根 － 卡塞尔-威廉山 － 法兰克福 － 海德堡 － 卡尔斯鲁厄 （－ 巴登-巴登 － 奥芬堡 － 康斯坦茨）                                                        | 两小时1班 |
| IC/EC 30 | （韦斯特兰 －） 汉堡 － 不来梅 － 明斯特 － 多特蒙德 － 埃森 － 杜伊斯堡 － 杜塞尔多夫 － 科隆 － 波恩 － 科布伦茨 － 美因茨 － 曼海姆 － 卡尔斯鲁厄 － 巴登-巴登 － 弗赖堡 － 巴塞尔 － 苏黎世 － 库尔 | （韦斯特兰 －） 汉堡 － 不来梅 － 明斯特 － 多特蒙德 － 埃森 － 杜伊斯堡 － 杜塞尔多夫 － 科隆 － 波恩 － 科布伦茨 － 美因茨 － 曼海姆 － 卡尔斯鲁厄 － 巴登-巴登 － 弗赖堡 － 巴塞尔 － 苏黎世 － 库尔 | （韦斯特兰 －） 汉堡 － 不来梅 － 明斯特 － 多特蒙德 － 埃森 － 杜伊斯堡 － 杜塞尔多夫 － 科隆 － 波恩 － 科布伦茨 － 美因茨 － 曼海姆 － 卡尔斯鲁厄 － 巴登-巴登 － 弗赖堡 － 巴塞尔 － 苏黎世 － 库尔 | （韦斯特兰 －） 汉堡 － 不来梅 － 明斯特 － 多特蒙德 － 埃森 － 杜伊斯堡 － 杜塞尔多夫 － 科隆 － 波恩 － 科布伦茨 － 美因茨 － 曼海姆 － 卡尔斯鲁厄 － 巴登-巴登 － 弗赖堡 － 巴塞尔 － 苏黎世 － 库尔 | 个别班次  |
| IC 35    | 诺尔登堤岸防波堤 － 埃姆登 － 赖讷 － 明斯特 － 盖尔森基兴 － 杜伊斯堡 － 杜塞尔多夫 － 科隆 － 波恩 － 科布伦茨 － 美因茨 － 曼海姆 － 卡尔斯鲁厄 － 巴登-巴登 － 奥芬堡 － 康斯坦茨                   | 诺尔登堤岸防波堤 － 埃姆登 － 赖讷 － 明斯特 － 盖尔森基兴 － 杜伊斯堡 － 杜塞尔多夫 － 科隆 － 波恩 － 科布伦茨 － 美因茨 － 曼海姆 － 卡尔斯鲁厄 － 巴登-巴登 － 奥芬堡 － 康斯坦茨                   | 诺尔登堤岸防波堤 － 埃姆登 － 赖讷 － 明斯特 － 盖尔森基兴 － 杜伊斯堡 － 杜塞尔多夫 － 科隆 － 波恩 － 科布伦茨 － 美因茨 － 曼海姆 － 卡尔斯鲁厄 － 巴登-巴登 － 奥芬堡 － 康斯坦茨                   | 诺尔登堤岸防波堤 － 埃姆登 － 赖讷 － 明斯特 － 盖尔森基兴 － 杜伊斯堡 － 杜塞尔多夫 － 科隆 － 波恩 － 科布伦茨 － 美因茨 － 曼海姆 － 卡尔斯鲁厄 － 巴登-巴登 － 奥芬堡 － 康斯坦茨                   | 个别班次  |
| IC 60    | （巴塞尔 －） 卡尔斯鲁厄 － 斯图加特 － 乌尔姆 － 奥格斯堡 － 慕尼黑 | （巴塞尔 －） 卡尔斯鲁厄 － 斯图加特 － 乌尔姆 － 奥格斯堡 － 慕尼黑 | （巴塞尔 －） 卡尔斯鲁厄 － 斯图加特 － 乌尔姆 － 奥格斯堡 － 慕尼黑 | （巴塞尔 －） 卡尔斯鲁厄 － 斯图加特 － 乌尔姆 － 奥格斯堡 － 慕尼黑 | 两小时1班 |
| IC 61    | 卡尔斯鲁厄 － 普福尔茨海姆 － 斯图加特 － 阿伦 － 纽伦堡 （－ 帕绍 ） | 卡尔斯鲁厄 － 普福尔茨海姆 － 斯图加特 － 阿伦 － 纽伦堡 （－ 帕绍 ） | 卡尔斯鲁厄 － 普福尔茨海姆 － 斯图加特 － 阿伦 － 纽伦堡 （－ 帕绍 ） | 卡尔斯鲁厄 － 普福尔茨海姆 － 斯图加特 － 阿伦 － 纽伦堡 （－ 帕绍 ） | 两小时1班 |

### 夜间列车
在夜间列车方面，共有4条城市夜线（CNL）路线途经并停靠于卡尔斯鲁厄火车总站，它们可通过列车的解编再加挂于其它班次前往更多的目的地：
| 线路  | 走向                                                                                    | 解编走向                                                                            |
| ----- | --------------------------------------------------------------------------------------- | ----------------------------------------------------------------------------------- |
| CNL/D | 巴塞尔 － 弗赖堡 － 卡尔斯鲁厄 － 曼海姆 － 法兰克福南 －                               | 汉堡 － 弗伦斯堡 － 欧登塞 － 哥本哈根                                              |
| CNL/D | 巴塞尔 － 弗赖堡 － 卡尔斯鲁厄 － 曼海姆 － 法兰克福南 －                               | 汉诺威 － 华沙 － 明斯克 － 莫斯科                                                  |
| CNL   | 苏黎世 － 巴塞尔 － 弗赖堡 － 卡尔斯鲁厄 － 曼海姆 － 法兰克福南 － 埃尔福特 － 魏玛 － | 哈勒 － 柏林 － 柏林健康泉                                                          |
| CNL   | 苏黎世 － 巴塞尔 － 弗赖堡 － 卡尔斯鲁厄 － 曼海姆 － 法兰克福南 － 埃尔福特 － 魏玛 － | 莱比锡 － 德累斯顿 － 布拉格                                                        |
| CNL   | 苏黎世 － 巴塞尔 － 弗赖堡 － 卡尔斯鲁厄 －                                             | 哥廷根 － 汉诺威 － 汉堡 － 汉堡-阿尔托纳                                           |
| CNL   | 苏黎世 － 巴塞尔 － 弗赖堡 － 卡尔斯鲁厄 －                                             | 科布伦茨 － 科隆 － 杜塞尔多夫 － 奥伯豪森 － 乌得勒支 － 阿姆斯特丹                |
| CNL   | 米兰 － 卢加诺车站 / 布里格 － 卡尔斯鲁厄 － 法兰克福 －                                | 科布伦茨 － 科隆 － 杜塞尔多夫 － 多特蒙德 （周日至周三）                           |
| CNL   | 米兰 － 卢加诺车站 / 布里格 － 卡尔斯鲁厄 － 法兰克福 －                                | 科布伦茨 － 科隆 － 杜塞尔多夫 － 奥伯豪森 － 乌得勒支 － 阿姆斯特丹 （周四至周六） |

### 区域运输
| 线路   | 走向                                                                                              | 发车频率                                                   |
| ------ | ------------------------------------------------------------------------------------------------- | ---------------------------------------------------------- |
| IRE RE | 卡尔斯鲁厄 － 巴登-巴登 － 阿赫恩 － 奥芬堡 － 菲林根 － 辛根 － 康斯坦茨 （－ 克罗伊茨林根）     | 每小时1班 （高峰时刻30分钟1班至奥芬堡）                    |
| IRE    | 卡尔斯鲁厄 － 普福尔茨海姆 － 米尔阿克 － 法伊辛根 － 斯图加特                                    | 两小时1班                                                  |
| RE     | 卡尔斯鲁厄 － 普福尔茨海姆 － 米尔阿克 － 法伊辛根 － 比蒂格海姆-比辛根 － 路德维希堡 － 斯图加特 | 两小时1班                                                  |
| RE 4   | 美因茨 － 沃尔姆斯 － 弗兰肯塔尔 － 路德维希港 － 施派尔 － 格尔梅斯海姆 － 卡尔斯鲁厄            | 两小时1班                                                  |
| RE 6   | 诺伊施塔特 － 兰道 － 坎德尔 － 莱茵河畔沃尔特 － 卡尔斯鲁厄                                      | 每小时1班                                                  |
| RB 2   | （比布利斯 － 兰佩特海姆 －） 曼海姆 － 施韦青根 － 瓦格霍伊瑟尔 － 格拉本-诺伊多夫 － 卡尔斯鲁厄 | 每小时1班 （曼海姆－卡尔斯鲁厄间会在高峰时刻开行加班列车） |
| RB 51  | 诺伊施塔特 － 埃登科本 － 兰道 － 坎德尔 － 莱茵河畔沃尔特 － 卡尔斯鲁厄                          | 每小时1班                                                  |

### 快铁及城铁运输

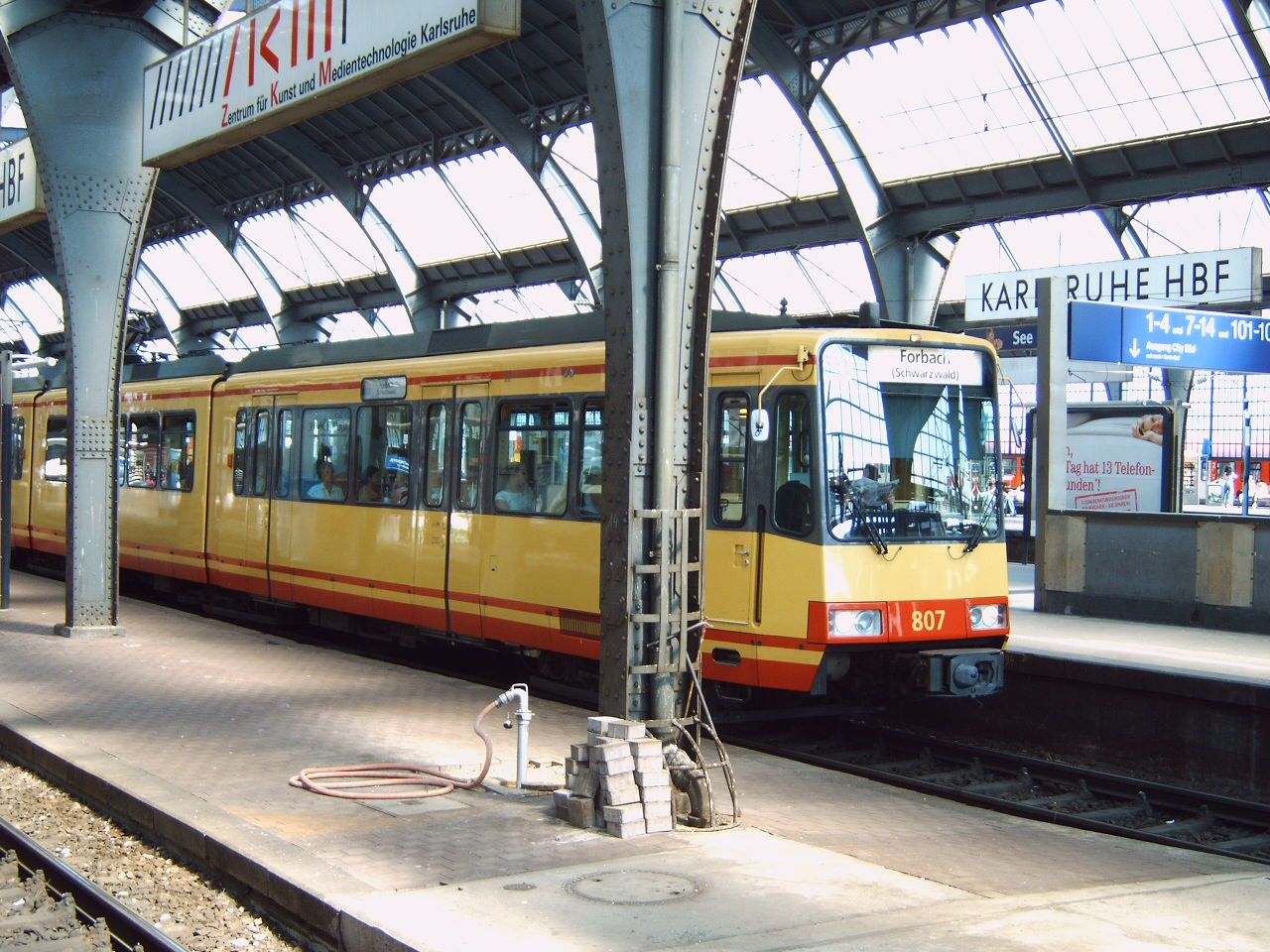
站内的城铁列车

卡尔斯鲁厄火车总站是莱茵内卡快铁所经营的快铁列车及阿尔伯河谷运输公司所经营的城铁列车的交通枢纽。然而卡尔斯鲁厄城铁的大多数列车会使用位于站前广场的A和D站台停靠，其中市内有轨电车会与巴士服务共用B和C站台。
| 线路 | 走向 | 发车频率 |
| ---- | --- | --- |
| S 1  | 林肯海姆-霍赫施泰滕 － 埃根施泰因-莱奥波尔茨港 － 卡市-新罗伊特 － 卡市-市集广场 － 卡尔斯鲁厄站前广场 － 卡市-吕普尔 － 埃特林根城 － 布森巴赫 － 巴特黑伦阿尔布                                                                                       | 高峰时刻每小时4班，并与S11线共构每10分钟1班。每小时有1班在新罗伊特始发/终到。每小时有2班在埃特林根城始发/终到（工作日及周六高峰时刻）。周日为每小时2班，其中1班仅在新罗伊特始发/终到。      |
| S 11 | 林肯海姆-霍赫施泰滕 － 埃根施泰因-莱奥波尔茨港 － 卡市-新罗伊特 － 卡市-市集广场 － 卡尔斯鲁厄站前广场 － 卡市-吕普尔 － 埃特林根城 － 布森巴赫 － 朗根施泰因巴赫 － 伊特斯巴赫                                                                         | 30分钟1班， 每小时1班至霍赫施泰滕（工作日及周六高峰时刻）， 周日全线为每小时1班。 |
| S 3  | 卡尔斯鲁厄火车总站 － 卡尔斯鲁厄-杜尔拉赫 － 布鲁赫萨尔 － 海德堡 － 曼海姆 － 路德维希港 － 席费尔斯塔特 － 施派尔 － 格尔梅斯海姆 | 每小时1班 高峰时刻：30分钟1班 |
| S 31 | （高地区奥伊廷根 －） 弗罗伊登施塔特 － 拜尔斯布龙 － 福尔巴赫 － 拉施塔特 － 穆根斯图尔姆 － 卡尔斯鲁厄火车总站 － 卡尔斯鲁厄-杜尔拉赫 － 布鲁赫萨尔 － 乌布斯塔特 － 奥登海姆                                                                         | 20分钟1班 |
| S 32 | 阿赫恩 － 巴登-巴登 － 拉施塔特 － 穆根斯图尔姆 － 卡尔斯鲁厄火车总站 － 卡尔斯鲁厄-杜尔拉赫 － 布鲁赫萨尔 － 乌布施塔特 － 门钦根 | 20分钟1班 |
| S 4  | 阿赫恩 － 巴登-巴登 － 拉施塔特 － 杜默斯海姆 － 卡尔斯鲁厄站前广场 － 卡尔斯鲁厄市集广场 － 卡尔斯鲁厄-杜尔拉赫 － 格勒青根 － 布雷滕 － 埃平根 － 施韦格恩 － 海尔布隆站前广场 － 海尔布隆普福尔公园 － 韦因斯贝格 － 厄林根火车总站 － 厄林根-卡佩尔 | 阿赫恩至卡尔斯鲁厄图拉大街每小时1班，双线在阿尔伯河谷站至海尔布隆/韦因斯贝格每小时1班，阿尔伯河谷车站至弗列欣根20分钟1班，施韦格恩至厄林根30分钟1班。                                       |
|      | （黑伦贝格 －） 高地区奥伊廷根 － 弗罗伊登施塔特 － 弗罗伊登施塔特城 － 拜尔斯布龙 － 舍恩明察赫 － 劳明察赫 － 福尔巴赫 － 盖恩斯巴赫 － 加格瑙 － 拉施塔特 － 杜默斯海姆 － 卡尔斯鲁厄阿尔伯河谷车站 － 卡尔斯鲁厄站前广场 － 卡尔斯鲁厄图拉大街      | 弗罗伊登施塔特总站至弗罗伊登施塔特城站30分钟1班， 弗罗伊登施塔特总站至卡尔斯鲁厄图拉大街每小时1班； 高地区奥伊廷根至弗罗伊登施塔特总站两小时1班， 个别班次于傍晚服务中在黑伦贝格始发/终到。 |
| S 51 | 卡尔斯鲁厄集市广场 － 卡尔斯鲁厄站前广场 － 卡尔斯鲁厄西 － 马克西米利安绍 － 莱茵河畔沃尔特 － 约克格里姆 － 莱茵察贝恩 － 吕尔茨海姆 － 贝尔海姆 － 格尔梅斯海姆                                                                                      | 每小时1班 |